# Avatha discoloralis
Avatha discoloralis är en fjärilsart som beskrevs av Embrik Strand 1917. Avatha discoloralis ingår i släktet Avatha och familjen nattflyn. Inga underarter finns listade i Catalogue of Life.